# Gitona canariensis
Gitona canariensis är en tvåvingeart som beskrevs av Oswald Duda 1934. Gitona canariensis ingår i släktet Gitona och familjen daggflugor.
Artens utbredningsområde är Kanarieöarna. Inga underarter finns listade i Catalogue of Life.